# Eloy Legarra
Eloy Legarra nacido en Pamplona (Navarra, España), es un exciclista navarro, compitió entre los años 1925 y 1930, durante los que consiguió tres victorias.
Se dedicaba principalmente a correr pruebas de carácter local.

## Palmarés
1925
- Vuelta a Estella

1927
- Tafalla

1928
- Circuito de Estella

## Equipos
- Sporting Ciclista Navarro - Osasuna (1925)
- Unión Club Rochapea (1926)
- Peña Sport (1927)
- CD Izarra (1928)
- Independiente (1929 - 1930)